# Psychotria brachygyne
Psychotria brachygyne är en måreväxtart som beskrevs av Johannes Müller Argoviensis. Psychotria brachygyne ingår i släktet Psychotria och familjen måreväxter. Inga underarter finns listade i Catalogue of Life.